# Elsa Nolthenius
Anna Maria Elisabeth (Elsa) Nolthenius (De Bilt, 8 mei 1884 – Amsterdam, 13 oktober 1964) was een Nederlands pianiste.

## Familie
Ze was dochter van musicus Hugo Nolthenius en Judith Engelbertha Adolphine Mertens. Haar zus Bertha Daniële Isolde Nolthenius (1889-1988), bekend als de pianiste Bé Nolthenius, trouwde met pianist Jacques Abas, die zijn loopbaan vaarwel moest zeggen vanwege een spierziekte. Hun zoon Erik Abas (1922-2005) werd cellist. Zelf bleef Elsa ongehuwd. Ze was een tante van de musicologe en schrijfster Hélène Nolthenius.

## Leven
Ze kreeg haar opleiding van haar vader. Verdere studie vond plaats aan de Toonkunst-Muziekschool (het latere Utrechts Conservatorium) onder leiding van Lucie Veerman-Bekker en Johan Wagenaar. Ze studeerde er in 1906 af en nam een vervolgstudie bij Catharina van Lokhorst in Amsterdam en Harold Bauer in Parijs.
Haar podiumloopbaan begon rond 1907. Zo zat ze in dat jaar op een podium met de cellist Max Oróbio de Castro. In december speelde ze solo een aantal werken tijdens een concert in het Paleis voor Volksvlijt. Ze trad in de jaren twintig wel op als begeleidster van danseres Gertrud Leistikow, net als haar zus overigens.
In de jaren dertig was ze veelvuldig op de radio te horen. Het Nationale Dagblad meldde tussen 1940 en 1945 dat zij diverse concerten gaf waarbij de NSB betrokken was. Mogelijk was ze daarvan lid, ze voelde zich aangetrokken tot de 'Nieuwe Orde'. Na de bevrijding viel haar carrière stil en gaf ze les vanuit haar woning aan de Johannes Vermeerstraat in Amsterdam.
Gedurende haar loopbaan trad ze vijf maal op met het Concertgebouworkest. In de periode 1917 tot en met 1941 speelde ze onder de dirigenten Evert Cornelis (1917 en 1918), Theo van der Bijl (1925), Cornelis Dopper (1931) en Eduard van Beinum (1941). 
Ze werd gecremeerd op Westgaarde.